# Розмножувач (конфігурація клітинного автомата)

Еволюція розмножувача типу ДНД — паротяг, що виробляє планерні гармати Госпера, які, у свою чергу, стріляють планерами

Розмно́жувач — конфігурація таких клітинних автоматів, як гра «Життя», що зростає квадратично, виробляючи багато копій вторинної конфігурації, кожна з яких виробляє багато копій третинної конфігурації.

## Класифікація розмножувачів
Розмножувачі класифікують за відносною рухливістю отриманих конфігурацій. Типи позначають кодами з трьох букв, які означають, чи є первинна, вторинна і третинна конфігурації відповідно рухомими (Р) або нерухомими (Н). Чотири основні типи:
- НРР — гармата, що виробляє граблі.
- РНР — паротяг, що залишає гармати на своєму шляху.
- РРН — граблі, що залишають паротяги.
- РРР — граблі, що залишають граблі, так що немає ніяких нерухомих елементів.

Заповнювачі (які також ростуть квадратично) можна вважати п'ятим типом розмножувачів. Проте, вони відрізняються від справжніх розмножувачів тим, що заповнювач розширює одну ділянку клітин, а не створює незалежні об'єкти.